# 斯匹黎馬欽
斯匹黎馬欽（英文：Spillimacheen）是一個位於加拿大英屬哥倫比亞省東庫特尼地區哥倫比亞峽谷中的非建制區域聚居地，於斯匹黎馬欽河和哥倫比亞河交匯處，於鐳溫泉和戈爾登之間。以北為海羅蓋特，以南為布里斯科。全地區主要由英屬哥倫比亞省95號公路貫通，於庫特尼國家公園周圍。此外此地區亦有加拿大太平洋鐵路站點。

## 資料來源
1. ↑  . apps.gov.bc.ca.   [2022-02-25]. （原始内容存档于2022-02-24）.
2. ↑  . CV Chamber of Commerce.   [2022-02-25]. （原始内容存档于2022-02-24） （美国英语）.